# Base aérienne 285 Montmorency
La base aérienne 285 Montmorency était une base de l'Armée de l'air française, situé sur le territoire de la ville de Montmorency, dans le Val-d'Oise.
Installée dans l'ancien Fort de Montmorency, elle a été active de 1947 à juin 1968. 

## Histoire
Le site est fortifié à partir de 1874, une deuxième enceinte de forts s'avérant nécessaire après l'expérience de la défaite de 1870.
Le 19 avril 1946, le laboratoire central des télécommunications inaugure l'une des toutes premières liaisons civiles radio-électrique hertzienne entre le fort de Montmorency et Paris (les premiers essais datent de 1933).
Occupée en 1947 par une unité de transmissions de l'Armée de l'air venue du centre de transmissions d'Étampes, elle accueille en 1952 une station de câbles hertziens. Le 16 septembre 1956, le commandement des câbles hertziens y prend ses quartiers. En mai 1959, l'Escadron de câbles hertziens 10/802 ou ECH 10/802 s'installe dans le fort.
À la dissolution de la Base aérienne 285, le 1er juin 1968, l'unité de transmissions est d'abord rattachée à la Base aérienne 104 Dugny-Le Bourget, jusqu'au 30 septembre 1984, puis à celle de Taverny(Base aérienne 921).
L'Escadron de câbles hertziens 10/802 rejoint la base aérienne de Brétigny en 1987.
Depuis 1982, le fort de Montmorency abrite un centre d'entraînement aux techniques commando